# فرانسيس ماك اليستير
فرانسيس ماك اليستير (بالإسبانية: Francis Mac Allister) (30 أكتوبر 1995 ببوينس آيرس في الأرجنتين - ) هو لاعب كرة قدم أرجنتيني في مركز الوسط. لعب مع أرجنتينوس جونيورز.

## روابط خارجية
- فرانسيس ماك اليستير على موقع قاعدة بيانات كرة القدم.إي يو (الإنجليزية)
- فرانسيس ماك اليستير على موقع Soccerway.com (الإنجليزية)